# Einjähriger Strandstern
Der Einjährige Strandstern (Asteriscus aquaticus) ist eine Pflanzenart aus der Gattung der Strandsterne (Asteriscus) in der Familie der Korbblütler (Asteraceae).

## Merkmale

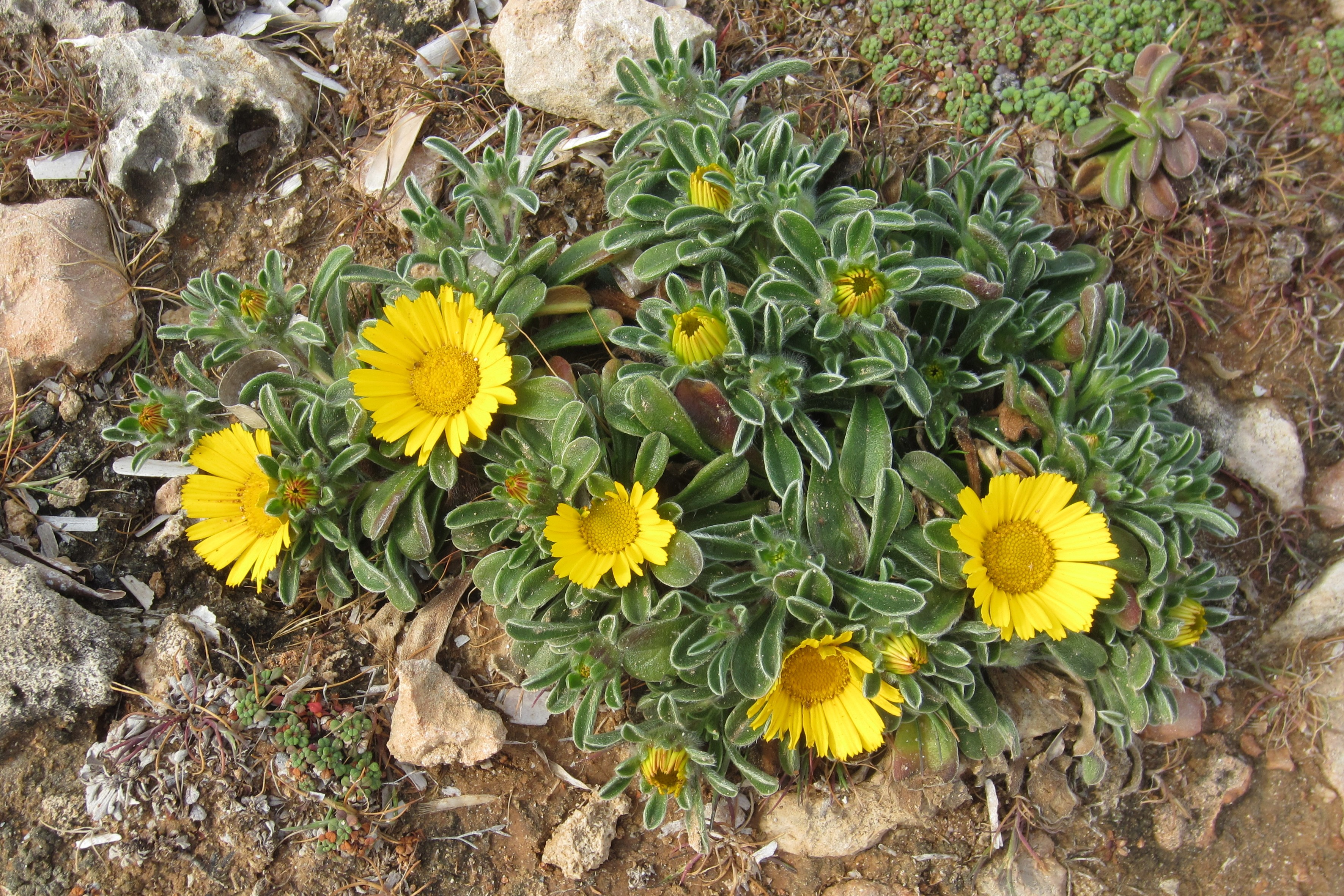
Einjähriger Strandstern (Asteriscus aquaticus)

Der Einjährige Strandstern ist eine einjährige Pflanze, die Wuchshöhen von (2) 10 bis 15 Zentimeter erreicht. Der kurze und meist einfache Stängel ist oberwärts gabelig-trugdoldig verzweigt. Die Blätter sind verkehrt lanzettlich, ganzrandig und stumpf. Die unteren Blätter sind gestielt, die oberen sitzend und unter dem Blütenkopf gehäuft.
Die Blütenköpfe haben einen Durchmesser von meist 13 bis 14, selten bis 18 Millimeter. Die äußeren Hüllblätter sind laubblattförmig, ausgebreitet und länger als die Zungenblüten. Die Randblüten sind an der Spitze tief dreizähnig, die inneren Blüten sind fünfzähnig. Die Achänen sind 1,5 bis zwei Millimeter lang, der Pappus ist 0,75 bis 1 Millimeter lang.
Die Blütezeit reicht von April bis August.
Die Chromosomenzahl beträgt 2n = 14.

## Vorkommen
Der Einjährige Strandstern kommt im westlichen, zentralen und östlichen Mittelmeerraum vor von Marokko bis zur Türkei, Syrien, Jordanien und Israel. Auch auf den Inseln von Madeira und den Kanaren kommt er vor. Die Art wächst an sandigen, wechseltrockenen bis feuchten Pionierstandorten, in Phrygana, an Sandküsten und in Kultur- und Brachland.

## Taxonomie
Synonyme für Asteriscus aquaticus (L.) Less. sind Bubonium aquaticum (L.) Hill und Nauplius aquaticus (L.) Cass.

## Nutzung
Der Einjährige Strandstern wird selten als Zierpflanze für Sommerblumenbeete genutzt.

## Belege
1. 1 2 3 4 5  Eckehart J. Jäger, Friedrich Ebel, Peter Hanelt, Gerd K. Müller (Hrsg.): Rothmaler Exkursionsflora von Deutschland. Band 5: Krautige Zier- und Nutzpflanzen. Spektrum Akademischer Verlag, Berlin Heidelberg 2008, ISBN 978-3-8274-0918-8.
2. 1 2 3 4  Ralf Jahn, Peter Schönfelder: Exkursionsflora für Kreta. Verlag Eugen Ulmer, Stuttgart 1995, ISBN 3-8001-3478-0, S. 311.
3. ↑   Peter Schönfelder, Ingrid Schönfelder: Die neue Kosmos-Mittelmeerflora. Franckh-Kosmos-Verlag Stuttgart 2008. ISBN 978-3-440-10742-3. S. 92.
4. ↑  Asteriscus aquaticus bei Tropicos.org. In: IPCN Chromosome Reports. Missouri Botanical Garden, St. Louis
5. 1 2  Werner Greuter (2006+): Compositae (pro parte majore). – In: W. Greuter & E. von Raab-Straube (Hrsg.): Compositae. Euro+Med Plantbase - the information resource for Euro-Mediterranean plant diversity. Datenblatt Asteriscus aquaticus In: Euro+Med Plantbase - the information resource for Euro-Mediterranean plant diversity.